# Винсент Шерман
Винсент Шерман (англ. Vincent Sherman; настоящее имя — Авраам Оровиц англ.  Abram Orovitz; 1906—2006) — американский режиссёр, снявший более 50 фильмов.

## Биография
Родился в еврейской семье. Окончил колледж, работал актёром, сценаристом. В 1939 снял первый фильм — фильм ужасов «Возвращение доктора Икс».
В 1950-х годах творческая деятельность Шермана в кино была приостановлена из-за объявленной сенатором Джозефом Маккарти «охоты на ведьм». Из кинокомпаний выгоняли из-за антикоммунистической истерии, во многом принявшей форму антисемитских гонений, ведь Шерман не был членом левых организаций. Шерман был вынужден уйти работать на телевидение, где снимал телесериалы.

## Избранная фильмография
- 1939 Возвращение доктора Икс / The Return of Doctor X
- 1941 На протяжении всей ночи / All Through the Night
- 1941 Бегство от судьбы / Flight from Destiny
- 1942 Через океан / Across the Pacific
- 1943 Трудный путь / The Hard Way
- 1943 Верная подруга / Old Acquaintance
- 1944 Мистер Скеффингтон / Mr. Skeffington
- 1947 Нора Прентисс / Nora Prentiss
- 1947 Неверная / The Unfaithful
- 1948 Похождения дона Жуана / Adventures of Don Juan
- 1949 Горячее сердце / The Hasty Heart (с участием Рональда Рейгана)
- 1950 Проклятые не плачут / The Damned Don’t Cry
- 1950 Ответный огонь / Backfire
- 1952 Афера на Тринидаде / Affair in Trinidad
- 1957 Текстильные джунгли / The Garment Jungle
- 1959 Молодые филадельфийцы / The Young Philadelphians
- 1960 Ледяной дворец / Ice Palace